# 北河内村 (山口県)
北河内村（きたこうちそん）は、山口県玖珂郡にあった村。現在の岩国市の中部、錦川の中流域、錦川鉄道錦川清流線・行波駅および北河内駅の周辺にあたる。

## 地理
- 山岳 ： 柏木山、妙見山、雲霞山、熊ヶ山、蓮華山
- 河川 ： 錦川

## 歴史
- 1889年（明治22年）4月1日 - 町村制の施行により、守内村・瓦谷村・杭名村・下村・天尾村・二鹿村・明見谷村・相ノ谷村・行波村の区域をもって発足。
- 1955年（昭和30年）4月1日 - 岩国市に編入。同日北河内村廃止。

## 交通

### 鉄道路線
現在は旧村域に錦川鉄道錦川清流線の守内かさ神駅・行波駅・北河内駅が所在するが、当時は未開業。

### 道路
- 国道187号